# K103 Göteborgs Studentradio
K103 Göteborgs Studentradio är en radiostation för och av studenter i Göteborg.
K103 riktar sig till såväl studenter från Göteborgs universitet och Chalmers Tekniska Högskola.
Sändningarna startade maj 1979 under namnet FFS95. 
1987 slogs FFS95 ihop med Chalmers studentradio. Sedan dess ha stationen haft många namn. Bland annat Studentradion GFS, Kampus103 och numer K103 Göteborgs Studentradio.
K103 Göteborgs Studentradio är en av 11 föreningar som ingår i riksorganisationen Studentradion i Sverige.
Föreningen har ca 170 medlemmar och sände 50 timmar/vecka på 103,1MHz och webbradio samt släpper podcast varje vecka.